# Cardepia irrisoria
Cardepia irrisoria är en fjärilsart som beskrevs av Nicolas Grigorevich Erschoff 1874. Cardepia irrisoria ingår i släktet Cardepia och familjen nattflyn. Inga underarter finns listade i Catalogue of Life.